# Diocesi di Poona
La diocesi di Poona (in latino Dioecesis Poonensis) è una sede della Chiesa cattolica in India suffraganea dell'arcidiocesi di Bombay. Nel 2023 contava 92.360 battezzati su 27.403.000 abitanti. La sede è vacante.

## Territorio
La diocesi comprende i distretti di Pune, Satara, Solapur, Sangli e parte del distretto di Kolhapur nello stato del Maharashtra in India.
Sede vescovile è la città di Poona, dove si trova la cattedrale di San Patrizio.
Il territorio è suddiviso in 42 parrocchie.

## Storia
Il vicariato apostolico di Poona fu eretto l'8 marzo 1854 con il breve Sollicitudo omnium di papa Pio IX, ricavandone il territorio dal vicariato apostolico di Bombay (oggi arcidiocesi).
Il nuovo vicariato apostolico fu affidato ai missionari della Compagnia di Gesù, e governato dai vicari apostolici di Bombay, che in qualità di amministratori apostolici, ressero il vicariato fino all'istituzione della gerarchia cattolica in India nel 1886.
Il 1º settembre 1886 il vicariato apostolico è stato elevato al rango di diocesi con la bolla Humanae salutis di papa Leone XIII.
Il 19 settembre 1953 si è ampliata con i territori di Ratnagiri e di Sawantwadi, appartenuti all'arcidiocesi di Goa, e lo stesso giorno ha ceduto una porzione di territorio per l'erezione della diocesi di Belgaum.
Il 30 aprile 1988 ha lasciato la giurisdizione sui fedeli della Chiesa cattolica siro-malabarese presenti nel proprio territorio agli eparchi di Kalyan.
Il 15 maggio 1987 e il 5 luglio 2005 ha ceduto altre porzioni di territorio a vantaggio rispettivamente delle diocesi di Nashik e di Sindhudurg.

## Cronotassi dei vescovi
Si omettono i periodi di sede vacante non superiori ai 2 anni o non storicamente accertati.
- Sede vacante (1854-1886)
- Waltar Bisscop Steins, S.I. † (10 ottobre 1860 - 11 gennaio 1867) (amministratore apostolico)
- Johann Gabriel Léon Louis Meurin, S.I. † (23 marzo 1867 - 1º settembre 1886) (amministratore apostolico)

- Bernhard Beiderlinden, S.I. † (22 dicembre 1886 - 7 maggio 1907 deceduto)
- Heinrich Döring, S.I. † (7 settembre 1907 - 16 giugno 1921 dimesso[2])
  - Sede vacante (1921-1927)
- Heinrich Döring, S.I. † (14 luglio 1927 - 15 gennaio 1948 dimesso[3]) (per la seconda volta)
- Andrew Alexis D'Souza † (12 maggio 1949 - 12 giugno 1967 dimesso[4])
- William Zephyrine Gomes † (12 giugno 1967 - 1º dicembre 1976 dimesso)
- Valerian D'Souza † (7 luglio 1977 - 4 aprile 2009 ritirato)
- Thomas Dabre (4 aprile 2009 - 25 marzo 2023 ritirato)
- John Rodrigues (25 marzo 2023 - 30 novembre 2024 nominato arcivescovo coadiutore di Bombay)

## Statistiche
La diocesi nel 2023 su una popolazione di 27.403.000 persone contava 92.360 battezzati, corrispondenti allo 0,3% del totale.
| anno | popolazione | popolazione | popolazione | presbiteri | presbiteri | presbiteri | presbiteri                | diaconi | religiosi | religiosi | parrocchie |
| anno | battezzati  | totale      | %           | numero     | secolari   | regolari   | battezzati per presbitero | diaconi | uomini    | donne     | parrocchie |
| ---- | ----------- | ----------- | ----------- | ---------- | ---------- | ---------- | ------------------------- | ------- | --------- | --------- | ---------- |
| 1950 | 43.831      | 11.000.000  | 0,4         | 46         | 23         | 23         | 952                       |         | 45        | 72        | 28         |
| 1970 | 114.272     | 27.000.000  | 0,4         | 126        | 49         | 77         | 906                       |         | 248       | 514       | 55         |
| 1980 | 144.650     | 24.450.000  | 0,6         | 241        | 55         | 186        | 600                       |         | 669       | 523       | 59         |
| 1990 | 80.669      | 15.600.000  | 0,5         | 192        | 63         | 129        | 420                       |         | 722       | 629       | 40         |
| 1999 | 93.407      | 29.671.589  | 0,3         | 210        | 79         | 131        | 444                       |         | 731       | 483       | 40         |
| 2000 | 94.028      | 29.700.000  | 0,3         | 99         | 80         | 19         | 949                       |         | 663       | 480       | 40         |
| 2001 | 94.822      | 30.000.000  | 0,3         | 215        | 76         | 139        | 441                       |         | 771       | 537       | 40         |
| 2002 | 95.056      | 30.000.000  | 0,3         | 215        | 77         | 138        | 442                       |         | 753       | 459       | 43         |
| 2003 | 96.082      | 30.000.000  | 0,3         | 213        | 77         | 136        | 451                       |         | 757       | 547       | 43         |
| 2004 | 96.480      | 30.000.000  | 0,3         | 221        | 79         | 142        | 436                       |         | 728       | 570       | 43         |
| 2005 | 64.234      | 24.305.883  | 0,3         | 75         | 61         | 14         | 856                       |         | 2         | 419       | 26         |
| 2013 | 78.713      | 19.729.686  | 0,4         | 179        | 65         | 114        | 439                       | 1       | 1.367     | 428       | 30         |
| 2016 | 82.713      | 21.139.800  | 0,4         | 245        | 70         | 175        | 337                       | 1       | 1.560     | 595       | 30         |
| 2019 | 87.571      | 24.305.883  | 0,4         | 188        | 69         | 119        | 465                       | 1       | 1.345     | 378       | 26         |
| 2021 | 89.980      | 25.306.920  | 0,4         | 183        | 62         | 121        | 491                       | 1       | 1.161     | 289       | 42         |
| 2023 | 92.360      | 27.403.000  | 0,3         | 194        | 64         | 130        | 476                       | 1       | 1.211     | 300       | 42         |